# Hjkr 4 Waria
Hjälpkryssaren Waria var ett svenskt lastfartyg tillhörande Sveabolaget och som inkallades som hjälpkryssare i svenska marinen under andra världskriget.
Waria inkallades tillsammans med systerfartyget Warun med anledning av Sovjetunionens anfall på Finland, ombyggdes på Finnboda varv och blev klar den 5 april 1940. Hon var konvojledare vid hemtagningen av M/T Sveadrott genom Skagerrakspärren och ingick tillsammans med systerfartygen Warun och Wiros i Stockholmseskadern och användes främst för eskorttjänst mellan Gotland och fastlandet. Under 1944 och 1945 tillhörde Waria tillsammans med Warun sommartid Norrlandsavdelningen. Hon återlämnades till Sveabolaget 1945 och återgick till att trafikera östersjöhamnar.